# Сантонин
Сантонин — широко использовавшееся в прошлом глистогонное лекарство; вышел из употребления после разработки более безопасных средств и не зарегистрирован в большинстве стран мира.
Был открыт в 1830 году Калером и Альмсом. 2-3 % этого вещества находятся в незрелых цветках («цитварном семени») Artemisia maritima.

## Получение и химические свойства
Для получения лекарства цветки измельчают, освобождают от эфирного масла, обливают тёплой водой и при нагревании обрабатывают гашёной известью; при этом сантонин переходит в сантониновую кислоту, образующую с известью сантониново-кальциевую соль (С16Н19О4)2Ca; последнюю отделяют и затем в тепле разлагают соляной кислотой, причём образуется снова свободный сантонин. На некоторых фабриках для извлечения сантонино-кальциевой соли пользовались спиртом, что несколько облегчало очищение сантонина от сопровождающей его смолы; последнюю иногда удаляли также осторожным прибавлением свинцового уксуса.
Сантонин представляет блестящие бесцветные ромбические таблички или призмы без запаха, горького вкуса, окрашивающиеся на солнечном свете в жёлтый цвет. При нагревании выше точки плавления — возгоняется.
Растворяется в 5000 частях холодной и 250 частях кипящей воды, в 44 частях холодного и 3 частях кипящего 90 % спирта, в 125 частях холодного и 75 частях кипящего эфира, в 4 частях хлороформа, в уксусной и других кислотах, равно как в жирных и эфирных маслах; почти не растворим в нефтяном эфире.
Спиртовой раствор обладает нейтральной реакцией и вращает плоскость поляризации влево. При нагревании со щелочами сантонин переходит в соли одноосновной сантониновой кислоты С15Н20О4, которая в свободном состоянии весьма легко теряет частицу воды и переходит снова в сантонин; на этом основании сантонин считали лактоном. 2 % спиртовой раствор сантонина на солнечном свете в течение 30—40 дней образует этиловый эфир двухосновной фотосантоновой кислоты C15H22O5; в тех же условиях 7 % раствор С. в уксусной кислоте с фотосантоновой кислотой образует изомерную изофотосантоновую кислоту, вращающую плоскость поляризации, в противоположность первой кислоте, вправо.
По отношению к окислителям сантонин является довольно прочным, и лишь азотная кислота окисляет его, образуя конечные продукты распада; на основании всего химического содержания сантонина его можно с некоторой вероятностью рассматривать как производное нафталина.
Для сантонина характерна следующая реакция: при взбалтывании 0,01 г сантонина с 1 см³ крепкой серной кислоты и 1 см³ воды не должно происходить окрашивания; если же прибавить каплю раствора хлорного железа, то жидкость окрашивается в фиолетовый цвет.

## Историческое лекарственное применение
Считалось, что сантонин сам по себе не ядовит для глистов и остриц, но разлагается в желудочно-кишечном тракте на ядовитые компоненты, что приводило к смерти или параличу паразитов. При превышении дозы сантонин мог вызвать сильные приступы судорог с остановками дыхания. Довольно часто побочные явления наблюдались после назначения препарата в порошках на тощий желудок. Нередко после употребления сантонина появлялось расстройство цветоощущения, характеризующееся тем, что ярко освещённые предметы казались окрашенными в жёлтый цвет. Иногда больные жаловались на полную невозможность различать цвета. После медицинских доз сантонина моча часто окрашивается в зеленоватый цвет; когда в такой моче возникает щелочное брожение, то зеленоватый цвет сменяется красивым красным цветом.
При отравлении сантонином применяли противосудорожные средства (хлоралгидрат, хлороформ, эфир) и искусственное дыхание.